# مارینا ژینستا
مارینا ژینستا ای کولوما (فرانسوی: Marina Ginestà i Coloma‎; ۲۹ ژانویهٔ ۱۹۱۹ – ۶ ژانویهٔ ۲۰۱۴) یک کمونیست اسپانیایی زاده فرانسه بود که در جوانان سوسیالیست متحد عضویت داشت و تصویر او در هنگام جنگ داخلی اسپانیا بسیار مشهور شد. این عکس معروف را خوان گوزمان در ژوئیه ۱۹۳۶ و هنگام شورش بارسلونا ثبت کرد.

## زندگی‌نامه
ژینستا در ۲۹ ژانویه ۱۹۱۹ در تولوز از خانواده‌ای یهودی از طبقه کارگر با گرایش‌های چپ که به فرانسه مهاجرت کرده بودند به دنیا آمد. او و خانواده‌اش در ۱۱ سالگی به بارسلونا مهاجرت کردند که در آنجا به حزب سوسیالیت متحد کاتالونیا پیوست. با آغاز جنگ مارینا به عنوان مترجم خبرنگار روزنامه پراودا شوروی، میخائیل کولتسف مشغول به کار شد. او در میانه جنگ زخمی و به مون‌پلیه منتقل شد. با اشغال فرانسه توسط نازی‌ها ژینستا به جمهوری دومینیکن گریخت اما چند سال بعد در اثر آزارهای دیکتاتور رافائل لئونیداس تروخیو به ونزوئلا نقل مکان کرد. چند سال بعد او به اروپا برگشت تا آنکه سال ۲۰۱۴ میلادی در ۹۴ سالگی فوت نمود.

## عکس
عکس مشهور او در ۲۱ ژوئیه ۱۹۳۶ طی شورش بارسلونا بر فراز هتل کولون گرفته شد. در این تصویر مارینا ۱۷ ساله لباس ارتش را بر تن دارد و یک تفنگ را حمایل کرده‌است. این تفنگ ماوزر مدل ۱۹۱۶ اسپانیایی است و از آنجایی که مارینا خبرنگار بود این تنها وقتی بود که اجازه یافت اسلحه داشته باشد. تصویر او به سرعت در سطح جهانی به عنوان نمادی از جنگ داخلی اسپانیا و مبارزه بر علیه فاشیسم پخش شد.